# Call of Duty: Modern Warfare 3
Call of Duty: Modern Warfare 3 (oftast förkortat till Call of Duty: MW3, CoD: MW3, Modern Warfare 3 eller MW3) är en förstapersonsskjutare till Xbox 360, PlayStation 3, PC, Nintendo Wii och Nintendo DS.
Modern Warfare 3 är utvecklat av Infinity Ward, Sledgehammer Games och Raven Software.
Spelet gavs ut den 8 november 2011. Det såldes mer än 6,5 miljoner kopior i USA och Storbritannien under spelets första 24 timmar på marknaden.

## Spelet
Modern Warfare 3 är det tredje och sista delen i Modern Warfare-trilogin, och den åttonde delen i Call of Duty-serien. Som sina föregångare, så är spelet en förstapersonsskjutare. Infinity Ward:s Robert Bowling bekräftade att spelet körs i minst 60 frames per second. På Gamescom 2011, rapporterade Activision att Modern Warfare 3 på PC lanserades med dedicated servers. Sledgehammer Games har meddelat att Modern Warfare 3 inkluderar en separat inställning för färgblinda, som gör det lättare att skilja vän från fiende i spelet.

### Kampanj
Spelaren tar rollen som ett flertal karaktärer under kampanjen. Från början till slutet av enspelarläget, förändras perspektivet till följd av handlingens utvecklingsgång. Varje nivå är ett uppdrag där en serie av militära mål uppvisas på skärmen, som markerar riktningen och avstånden till dem. När spelaren lider skada, visas det blod på skärmen. Hälsan regenereras med tiden. Uppdragen varierar från bana till bana. Oftast har man som uppgift att nå fram till en särskild checkpoint, eliminera motståndare i ett specifikt område, skydda ett visst mål, eller plantera sprängmedel på fientlig uppsättning. Spelaren har sällskap av trupper som inte kan ta order.
Miljöerna i spelet sker i Himachal Pradesh i Indien, New York, Sierra Leone och Bosaso i Afrika, London, Paris, Prag, Hamburg och Berlin i Tyskland, Sibirien och Dubai.

### Handling
Modern Warfare 3 är en direkt fortsättning på Modern Warfare 2, och som kretsar kring Task Force 141:s fortsatta kamp mot Vladimir Makarov, ledaren för en rysk ultranationalistisk terrororganisation. Efter händelserna i det förra spelet, har det Tredje världskriget brutit ut mellan Ryssland och USA sedan massakern av Zakhaev International Airport i Moskva, som Makarov utförde för att starta kriget. Vladimir har även tänkt att använda kemiska vapen mot Paris, London och Berlin för att eskalera striden, och att kidnappa Rysslands president.
Samtidigt invaderar ryska styrkor USA:s östkust och Tyskland. Ett Delta Force-team vid namn Team Metal, under befäl av Sandman, skickas ut för att slå tillbaka ryssarna och bistå Task Force 141 i deras kamp mot Makarov. Tillsammans försöker de att driva bort ryssarna från USA och Tyskland, stoppa terrorattackerna i Västeuropa, rädda Rysslands president, och besegra Makarov innan det är för sent.

### Röstskådespelare
- Billy Murray - Kapten John Price
- Brian Bloom - Yuri
- Kevin McKidd - Kapten John "Soap" MacTavish
- Robin Atkin Downes - Nikolai
- Corey Stoll - Sergeant Derek "Frost" Westbrook
- Christian Coulson - Sergeant Marcus Burns
- Roman Varshavsky - Makarov
- William Fichtner - Sandman
- Idris Elba - Truck
- Timothy Olyphant - Grinch
- Jonathan Chase - Brian 'Lynx' Ross
- Tony Curran - Baseplate/MacMillan
- Craig Fairbrass - Sergeant Wallcroft
- Bruce Greenwood - Overlord
- David Anthony Pizzuto - President Boris Vorshevsky
- Julia Arem - Alena Vorshevsky
- Carmine Giovinazzo - Menige Martin Raymond
- Mark Ivanir - Kamarov
- Michael Cudlitz - Griffen
- Corey Webber - Volk
- Jean-Michel Richaud - Sabre
- Boris Kievsky - Leonid Pudovkin
- Paul Eiding - USA:s president

### Survival Mode
Modern Warfare 3 inkluderar ett nytt spelläge, Survival Mode. Survival Mode går ut på att en eller två spelare kämpar mot oändligt många nivåer av fientliga attacker, där varje ny nivå blir svårare. Spelmetoden har jämförts mycket med Treyarch:s Zombie Mode. En skillnad mellan dem, är att fienderna i Survival Mode inte spawnar på bestämda platser som i Zombie Mode, utan istället på taktiska ställen, som beror på spelarnas tillfälliga position på kartan. Spelmetoden är tillgänglig på alla multiplayer-kartor i spelet, och i Survival Mode kan spelarna tjäna ihop pengar till olika föremål, som exempelvis vapen, vapenuppgraderingar, ammunition, granater och C4. Survival Mode är kompatibel med alla multiplayer-banor.

### Mission Mode
Modern Warfare 3:s andra stycke av Special Ops, är Mission Mode, som påminner om Spec Ops i Modern Warfare 2. I Mission Mode har man som uppgift att slutföra ett flertal särskilda uppdrag på snabbast möjliga tid. Mission Mode är ett separat system för rankinglista och progressivitet.

### Multiplayer
Infinity Ward har i och med Modern Warfare 3 moderniserat hela killstreak-systemet. Det finnas tre annorlunda "strike packages" för pointstreaks - Assault, Support och Specialist. Assault, liksom i tidigare spel (Black Ops och Modern Warfare 2), erbjuder mer dödliga pointstreaks, som attackplan av olika slag och Predator Missiles. Support å andra sidan för med sig mer (för laget) gynnande pointstreaks, som exempelvis UAV och Counter-UAV. Till skillnad från Assault, så går inte ens poinstreaks att "brytas upp" ifall spelaren dör, utan samlas ihop över en match när man får kills, hur många gånger man än dör. Väljer man Specialist så kommer man belönas med (extra) perks, istället för pointstreaks, för sina kills. Det är också bekräftat att sättet man rankas upp i multiplayer, och låser upp vapen, perks etc., blir unikt. Till skillnad från Call of Duty: Black Ops' "Codpoints", har Modern Warfare 3 ingen egen valuta. Infinity Ward har slopat det som allmänt väckte förargelse hos spelarna i det tidigare spelet, som exempelvis Commando-perken, One Man Army-perken och Nuke, detta i ett försök att sätta skickligheten främst hos spelaren. Quickscoping återvänder i Modern Warfare 3.
Ett helt nytt spelsätt kallat Kill Confirmed har inkluderats i Modern Warfare 3. I Kill Confirmed är spelaren tvungen att plocka upp svävande id-brickor från fallna fiender för att dödandet ska bekräftas. Ifall motståndarlaget dock är först på id-brickan, så kommer det andra lagets "kill" att dementeras. En annan spelmetod, betitlad Team Defender, är också tillagd. I Team Defender är båda lagen strävade efter att få tag på varandras flaggor, och bevara kontrollen över dem för att samla ihop poäng.
Via privata matcher finns det nya spelsätt, såsom Infection (där de infekterade dödar fiender för att rekrytera dem till sitt lag), Drop Zone (där man är tvungen att hålla en drop zone för poäng och care packages), Team Juggernaut (båda lagen spelar vid sidan av varsin Juggernaut-karaktär), Gun Game (bli den första att döda med alla vapen i spelet) och One in the Chamber (där alla har tre liv, och det enda tillåtna är en pistol med en patron, där man tilldelas en patron varje gång man dödar någon). Utöver detta kan man skapa sina egna spellägen, där man själv kan ändra inställningarna, som exempelvis antal spelare och tidsgräns.

### Call of Duty: Elite
I och med Modern Warfare 3, har Activision lanserat en ny tjänst, skapad av Beachhead Studios och betitlad som Call of Duty: Elite, som fungerar med både Black Ops och Modern Warfare 3. Samtliga Call of Duty-spelare har tillgång till Elites basdelar (som bland annat inkluderar statistik över spelandet, tillgång till klanskapande, Facebook integrerat i spelet, analys av vapenprestation och matcher). Betalversionen är på 50 dollar per år, och inkluderar bland annat unika klanfinesser, dagliga tävlingar och tillgång till Modern Warfare 3:s alla DLC-paket (minst 20 stycken är planerade).

## Call of Duty XP
För att marknadsföra Modern Warfare 3, höll Activision ett två dagars evenemang, kallat Call of Duty: Experience, som ägde rum i Los Angeles, från den 2 till 3 september 2011. Bland annat visades Modern Warfare 3:s multiplayer för första gången offentligt där, och besökarna blev de första att få spela det. En 1 miljon dollar-turnering ägde också rum, inklusive andra aktiviteter. Dessutom tilldelades alla på Call of Duty XP en gratis version var av Hardened Edition.

## Mottagande
| Mottagande             | Mottagande                                                       |
| Samlingsbetyg          | Samlingsbetyg                                                    |
| Tjänst                 | Betyg                                                            |
| ---------------------- | ---------------------------------------------------------------- |
| Gamerankings           | (X360) 88.42% (PS3) 88.07% (PC) 83.69% (Wii) 69.60% (NDS) 61.00% |
| Metacritic             | 88/100 (X360) 88/100 (PS3) 80/100 (PC) 70/100 (Wii)              |
| Recensionsbetyg        |                                                                  |
| Publikation            | Betyg                                                            |
| 1UP.com                | A-                                                               |
| Eurogamer              | 9/10                                                             |
| Game Informer          | 9/10                                                             |
| Gamepro                | 4/5                                                              |
| Gamespot               | 8.5/10                                                           |
| Gamesradar             | 4.5/5                                                            |
| Gametrailers           | 9.3/10                                                           |
| IGN                    | 9/10                                                             |
| Official Xbox Magazine | 9.5/10                                                           |
| Gamereactor            | 8/10                                                             |

Modern Warfare 3 prisades generellt av spelpublikationer för sin djupgående multiplayer, nya spelläget Survival Mode samt den actionproppade kampanjen. Både Xbox 360- och PS3-versionen av Modern Warfare 3 fick särskilt bra betyg.

### Försäljning
Modern Warfare 3 sålde under premiärdagen mer än 6,5 miljoner kopior i USA och Storbritannien och drog in över 400 miljoner dollar. Detta gör spelet till den största nöjeslanseringen någonsin. Efter fem dagars försäljning nådde spelet 775 miljoner amerikanska dollar, ännu ett rekord.
Modern Warfare 3 toppade Storbritanniens försäljningslistor de fyra första veckorna på marknaden.
Modern Warfare 3 toppade de japanska försäljningslistorna den första veckan på marknaden. 180 372 kopior såldes på PlayStation 3 och 30 467 såldes till Xbox 360.
Under november 2011 såldes nio miljoner kopior av Modern Warfare 3 i USA. Modern Warfare 3 nådde en miljard dollar i försäljning 16 dagar efter lansering, vilket är snabbare än något spel, film eller bok tidigare gjort.